# Sun Yun-suan
Sun Yun-suan (chiń. 孫運璿; pinyin Sūn Yùnxuán; ur. 11 listopada 1913, zm. 15 lutego 2006) – tajwański inżynier i polityk, premier Republiki Chińskiej w latach 1978-1984. Wniósł znaczący wkład w transformację Tajwanu z kraju rolniczego w przemysłowy.
Pochodził z Penglai w prowincji Szantung. W 1934 roku ukończył studia z zakresu elektrotechniki na politechnice w Harbinie, następnie dokształcał się w USA. W 1946 wyjechał na Tajwan, gdzie podjął pracę w Taiwan Power Company, skutecznie przyczyniając się do odbudowy przemysłu energetycznego wyspy ze zniszczeń wojennych. W latach 1964–1967 przebywał z ramienia Banku Światowego w Nigerii, gdzie jako zarządca Electricity Corporation of Nigeria budował nigeryjską energetykę.
Po powrocie na Tajwan pełnił urząd ministra komunikacji (1967-1969) i ministra gospodarki (1969-1978). W 1978 roku został powołany na stanowisko premiera. Jako minister i szef rządu stał się ojcem tajwańskiego cudu gospodarczego; stłumił inflację i zminimalizował gospodarcze skutki zerwania relacji dyplomatycznych z USA w 1978 roku. Z jego inicjatywy zrealizowano szereg inwestycji, m.in. budowę portu lotniczego im. Czang Kaj-szeka i łączącej północ z południem Tajwanu autostrady im. Sun Jat-sena.
W 1984 roku doznał krwotoku śródmózgowego, na skutek czego zrezygnował z funkcji szefa rządu i wycofał się z polityki. W późniejszym okresie był doradcą prezydenta.